# Richard M. Bishop

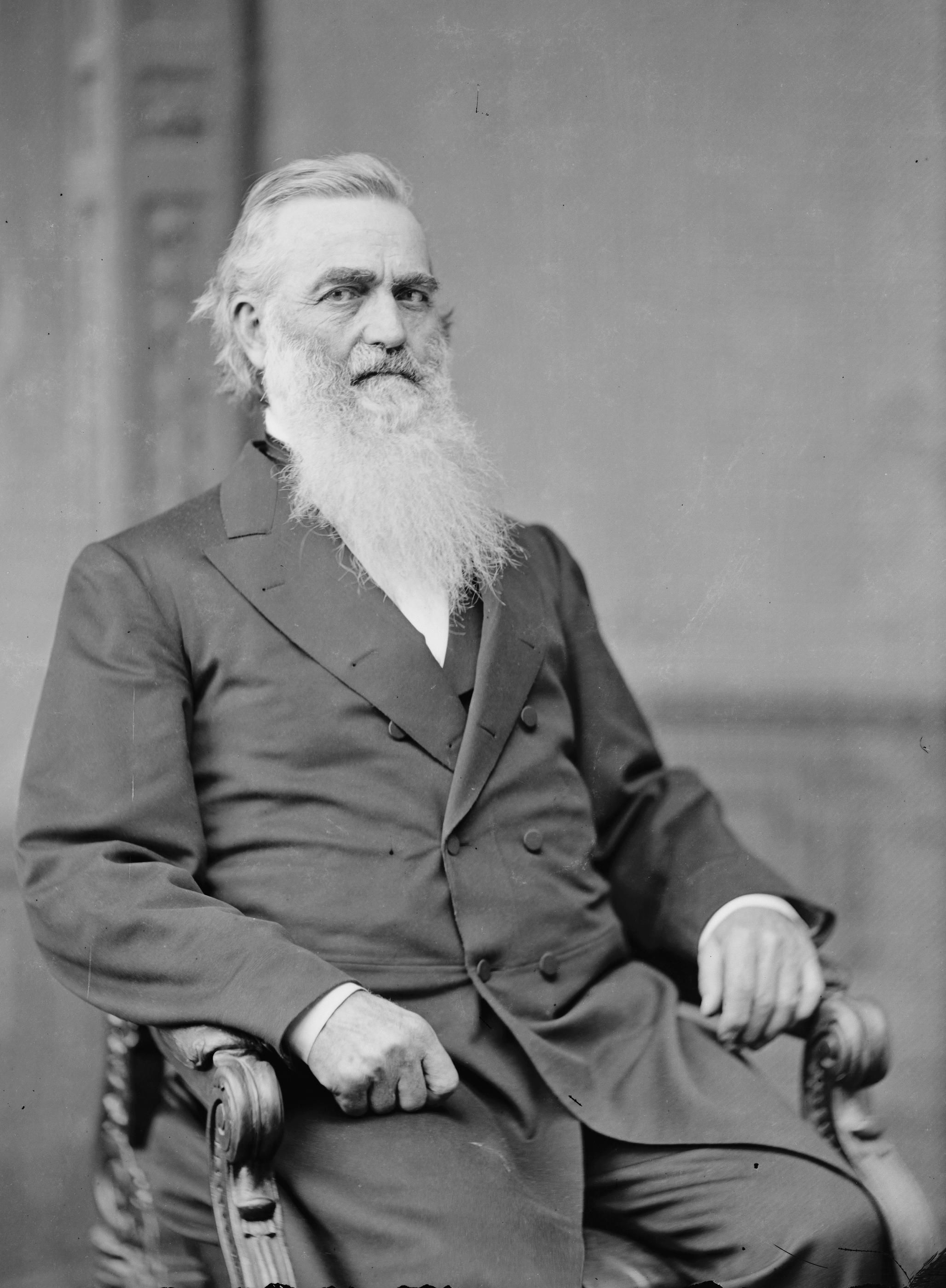
Richard M. Bishop

Richard Moore "Papa Richard" Bishop, född 4 november 1812 i Fleming County, Kentucky, död 2 mars 1893 i Jacksonville, Florida, var en amerikansk demokratisk politiker. Han var borgmästare i Cincinnati 1859-1861 och den 34:e guvernören i delstaten Ohio 1878-1880.
Bishop flyttade 1848 till Ohio från Kentucky. Han valdes 1857 till fullmäktigeledamot i Cincinnati. Han efterträdde 1859 whigpartiets Nicholas W. Thomas som borgmästare. Två år senare efterträddes Bishop av sin partikamrat George Hatch.
Bishop besegrade republikanen William H. West i guvernörsvalet i Ohio 1877 och tillträdde 14 januari 1878 som guvernör. Han lämnade politiken efter en mandatperiod som guvernör.
Bishops grav finns på Spring Grove Cemetery i Cincinnati.